# باتريك هيرون
باتريك هيرون (بالإنجليزية: Patrick Heron)‏ هو مؤلف أيرلندي، ولد في 2 فبراير 1952 في دبلن في جمهورية أيرلندا، وتوفي بنفس المكان في 2 يناير 2014.